# Hapi (bog Nila)
Ta članek govori o božanstvu reke Nil. Hapi je tudi alternativa črkovanja pogrebnega božanstva Hapy, ki je eden od štirih sinov Horusa.
| H | a · p · y |

| N36 |

| H | a · p · y |

| N36 |

Hapi (tudi Hep, Hap in Hapy) je v staroegipčanski mitologiji božanstvo reke Nil, torej tisti ki prinaša vode reke Nil in povzroča poplave, ki so bile bistvene za kmetijstvo Starega Egipta. Zaradi tega je bil Hapi tudi bog rodovitnosti, saj je dajal vodo in hrano. Častili so ga tudi kot vladarja močvirskih rib in ptic.

## Videz
Hapi je bil bog v Zgodnjem in v Spodnjem Egiptu in kot tak upodobljen na dva načina. Hapi Spodnjega Egipta, ki se je klical Hap Meht (Hapi s severa), je nosil pokrivalo iz papirusa, medtem ko je Hapi Zgornjega Egipta - Hap Reset (Hapi z juga), nosil pokrivalo iz lotosa. Dvojnost je bila tako razvidna tudi v samem spolu - Hapi namreč ni bil le bog ampak tudi boginja - v svojem telesu je združeval tako ženske kot moške lastnosti. Obstaja upodobitev obeh, ko zlivata vodo iz vrča ali pa skupaj prepletata rastlini iz severne in južne regije v vozel, kar simbolizira združitev Spodnjega in Zgornjega Egipta.